# Jack Womack
Pour les articles homonymes, voir Womack.
Œuvres principales
- L'Elvissée

Jack Womack, né le 8 janvier 1956 à Lexington au Kentucky, est un écrivain américain de science-fiction. Il est célèbre notamment pour sa série de romans uchroniques Dryco.

## Œuvres

### SérieTerraplane
1. Journal de nuit, Denoël, coll. « Présence du futur » no 562, 1995 ((en) Random Acts of Senseless Violence, 1993), trad. Emmanuel Jouanne, 336 p.  (ISBN 2-207-30554-6)
2. (en) Heathern, 1990
3. (en) Ambient, 1987
4. Terraplane, Denoël, coll. « Présence du futur » no 523, 1991 ((en) Terraplane, 1988), trad. Jean Bonnefoy, 352 p.  (ISBN 2-207-30523-6)Une Terraplane est une voiture figurant en couverture de l'ouvrage, tant en version originale (chez Weidenfeld & Nicolson, 1998) qu'en version française
5. L'Elvissée, Denoël, coll. « Présence du futur » no 558, 1995 ((en) Elvissey, 1993), trad. Jean Bonnefoy, 368 p.  (ISBN 2-207-30555-4)
6. (en) Going, Going, Gone, 2000

### Romans indépendants
- De l'avenir faisons table rase, Denoël, 2006 ((en) Let's Put the Future Behind Us, 1996), trad. Michelle Charrier, 400 p.  (ISBN 2-207-25626-X)

## Prix et récompenses
- Going, Going, Gone est nommé pour le prix Locus du meilleur roman de science-fiction 2002
- L'Elvissée (Elvissey) a obtenu le prix Philip-K.-Dick 1994